# Church Missions House
La Church Missions House (également connue sous son adresse, 281 Park Avenue South) est un bâtiment historique et un point de repère à New York sur Park Avenue South à l'angle de la East 22nd Street, dans une zone autrefois connue sous le nom de Charity Row. Le bâtiment de la maison des missions de l'Église a été construit entre 1892 et 1894 pour la Société missionnaire nationale et étrangère de l'église épiscopale,. Le bâtiment a été vendu en 1963 à la Fédération des organismes de protection sociale protestants, qui a occupé le bâtiment jusqu'en 2015.

## Histoire
La Société missionnaire nationale et étrangère épiscopale déménage de Philadelphie à New York en 1835. Le Comité national et le Comité des affaires étrangères louent des bureaux à différents endroits de 1835 à 1840, puis louent le 281 Broadway. En 1864, la Société décide de trouver une adresse permanente. En 1889, un site est choisi pour un nouveau bâtiment de la Société.
Le bâtiment a été conçu par les architectes Robert W. Gibson et Edward J. Neville Stent, avec une structure en acier et une façade d'inspiration médiévale,. Gibson s'inspire des mairies de Haarlem et d'Amsterdam pour copier l’architecture de la Renaissance belge et néerlandaise.
En 1963, la Fédération des organismes de protection sociale protestants rachète le bâtiment. Il est désigné monument historique de la ville de New York en 1979 , et a été ajouté au registre national des lieux historiques en 1982. Il a été restauré au début des années 1990 par la firme Kapell & Kastow.
Dans le cadre des rénovations, deux étages sont loués à d'autres organisations à but non lucratif et  une salle de conférence ouvre au rez-de-chaussée. Le bâtiment, qui se trouve en face de la 22e rue du United Charities Building, fait partie d'une extension proposée du quartier historique de Gramercy Park.
L'immeuble est vendu en 2014 pour environ 50 millions de dollars à RFR Realty dans le but d’être converti en copropriétés, avec des magasins au rez-de-chaussée,. En 2017, le musée suédois de la photographie Fotografiska annonce la création d'une galerie d'art et de restaurants dans le bâtiment, coupant court au projet de l’escroqueuse Anna Delvey.

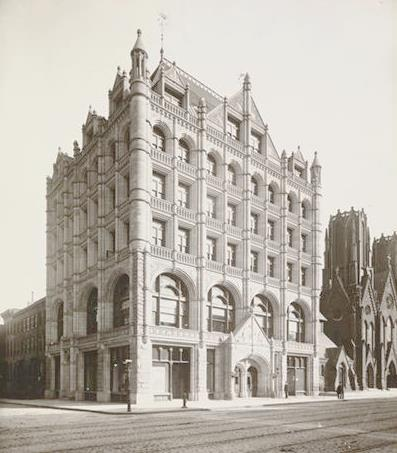
La Church Missions House en 1905.
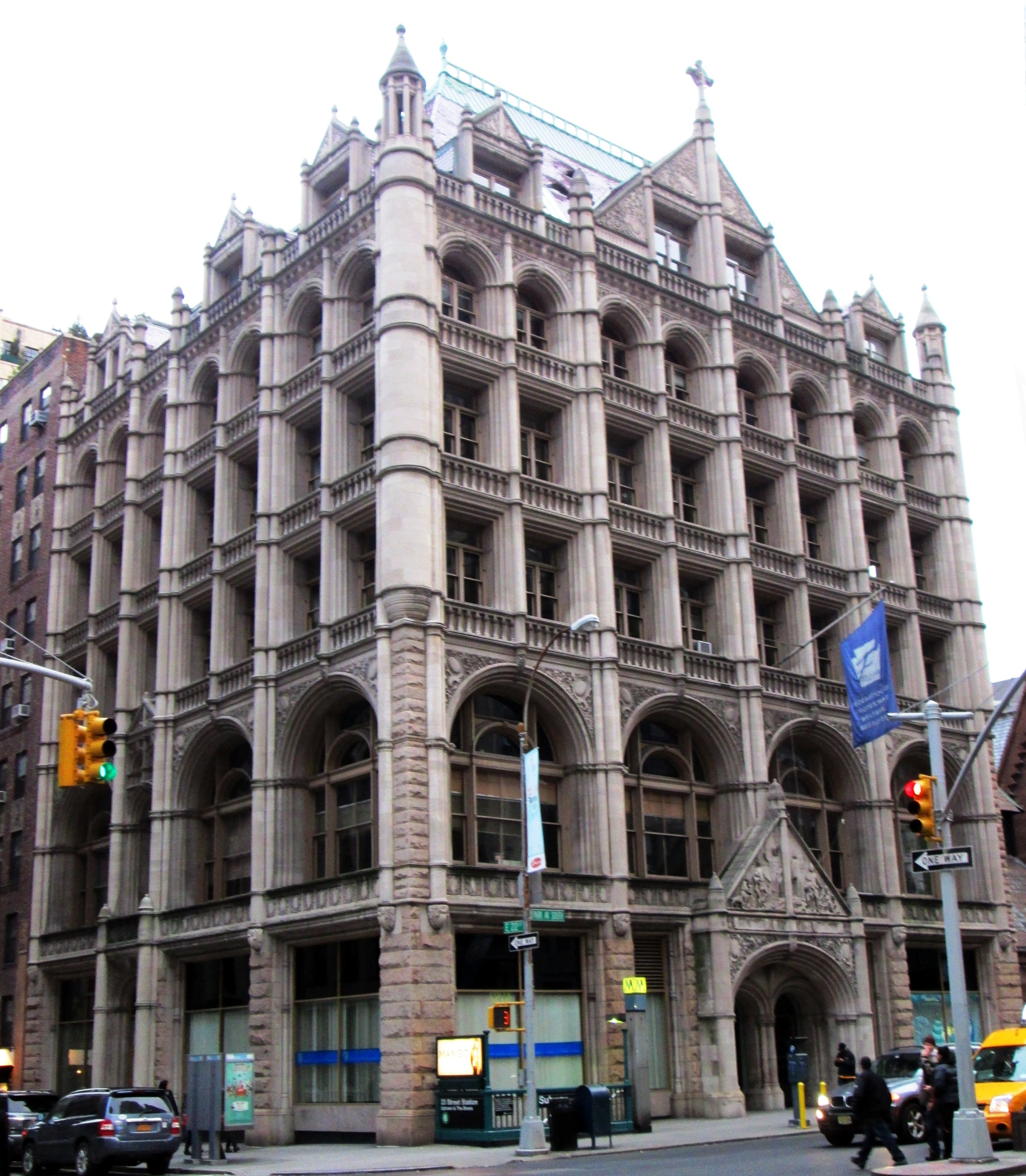
La Church Missions House en 2012.